# Hartig (Familienname)
Hartig ist ein deutscher Familienname.

## Herkunft
1. Hartig ist ein auf eine abgeschwächte Form von Harting zurückgehender Familienname.
2. Hartig ist auf eine verschliffene Form von Hartwich zurückgehender Familienname.[1]

## Namensträger
- Adam Franz von Hartig (1724–1783), österreichischer Diplomat
- Adam Ludwig von Hartig (1710–1736), böhmischer Adliger, Gutsbesitzer und k. k. Kämmerer
- Andreas Hartig (* 1970), deutscher Fußballspieler
- Anita Hartig (* 1983), rumänische Opernsängerin (Sopran)
- Anna Hartig (* 2000), deutsche Volleyballspielerin
- Arnold Hartig (1878–1972), österreichischer Medailleur
- Carl Christoph Hartig (1888–1975), deutscher Maler
- Caroline Hartig (* 1997), deutsche Schauspielerin
- Christian von Hartig (1605–1677), deutscher Politiker, Bürgermeister von Zittau
- Dagmar Hartig (* 1952), deutsche Fotografin und Künstlerin
- Dietrich Wilhelm Hartig (1877–1938), evangelischer Pfarrer und Angehöriger der Bekennenden Kirche
- Edmund von Hartig (1812–1883), österreichischer Staatsmann
- Edmund Hartig (1894–1967), böhmisch-österreichischer Wasserrechtexperte
- Erdmann Hartig (Erdmann Georg Hartig; 1857–1925) deutscher Architekt, Sachbuchautor, Leiter und Professor
- Ernst Friedrich Hartig (1773–1843), deutscher Forstbeamter und Forstwissenschaftler
- Fiete Krugel-Hartig (1898–1982), deutsche Schauspielerin
- Franz von Hartig (1789–1865), österreichischer Staatsmann und Publizist
- Franz Anton von Hartig (1758–1797), österreichischer Diplomat, Historiker, Dichter und Geograph
- Franz Graf von Hartig (1795–1865), ab 1823 Gouverneur der Steiermark, 1830 der Lombardei, 1840 Konferenzminister, jeweils im Kaisertum Österreich
- Friedrich Hartig (1788–1850), deutscher Forstbeamter
- Friedrich Karl Hartig (1768–1835), deutscher Forstbeamter und Forstwissenschaftler
- Georg Hartig (General) (1870–1945), deutscher Generalleutnant
- Georg Ludwig Hartig (1764–1837), deutscher Forstwissenschaftler
- Gerhard Hartig (1922–2007), deutscher Schauspieler
- Gustav Hartig (1843–1919), deutscher Uhrmacher und Politiker
- Hans Hartig (1873–1936), deutscher Maler und Grafiker
- Heinz Friedrich Hartig (1907–1969), deutscher Komponist und Musikpädagoge
- Isabella Hartig (* 1997), deutsche Fußballspielerin
- Joachim Hartig (1928–1999), deutscher Philologe
- Jorg Hartig (1932–2019), österreichischer Maler
- Jörg S. Hartig (* 1974), deutscher Chemiker
- Juliette Hartig (* 2001), deutsche Schauspielerin
- Karl Ernst Hartig (Carl Ernst Hartig; 1836–1900), deutscher Technologe
- Karl-Ludwig Hartig (1878–1954), deutscher Maler und Grafiker
- Konrad Hartig (1864–1948), deutscher Lehrer und Heimatforscher
- Lars Hartig (* 1990), deutscher Ruderer
- Ludwig Joseph von Hartig (1685–1735), österreichischer Diplomat
- Lukáš Hartig (* 1976), tschechischer Fußballspieler
- Marie-Edwige Hartig (* 1980), österreichische Politikerin kamerunischer Herkunft
- Matthias Hartig (* 1947), deutscher Soziolinguist und Hochschullehrer
- Michael Hartig (1878–1960), deutscher Kunsthistoriker und katholischer Theologe
- Otto Hartig (1876–1945), deutscher Bibliothekar und Historiker
- Paul Hartig (Rassentheoretiker), deutscher Rassentheoretiker, Schriftsteller und Verleger
- Paul Hartig (Philologe) (1898–1997), deutscher Neuphilologe und Pädagoge
- Peter Hartig (Ingenieur) (* 1936), deutscher Ingenieur und Autor
- Peter Hartig (Filmkritiker) (* 1964), deutscher Filmkritiker und Redakteur
- Robert Hartig (1839–1901), deutscher Forstwissenschaftler und Mykologe
- Samuel Ludwig Hartig (1790–1868), deutscher Orgelbauer in Schlesien und der Neumark
- Steffen Hartig (* 1963), deutscher Triathlet
- Theodor Hartig (1805–1880), deutscher Forstwissenschaftler
- Wolfgang Hartig (* 1933), deutscher Chirurg und Ernährungsmediziner
- Zandy Hartig, US-amerikanische Schauspielerin